# 福川成一
福川 成一（ふくかわ・せいいち、1947年 - ）ランドスケープアーキテクト。ARK CREW代表取締役。

鎌倉市生まれ。由比ガ浜と田園調布で育つ。慶応義塾大学理工学部管理工学科卒業。
卒業後陶芸家の會田雄亮に師事。新宿三井ビル55広場などを担当。
1976年、岩城造園。1977年、福川成一研究室を設立し主宰。
1987年、アーククルー一級建築士事務所を設立。
1992年、日本建築美術工芸協会特別賞。1996年「バラの庭」で、岐阜県景観賞。
2001年から法政大学工学部建築学科および大学院非常勤講師。
2002年、グッドデザイン賞。

## 作品
- サッポロビール北海道工場のハルニレの丘[2]
- サッポロビール恵みの庭（1988年）
- 佐賀県名護屋城跡交流の森（1990年）
- モビリティパーク茂木（1991年）
- 札幌東急ホテルランドスケープ計画（1992年）
- サッポロファクトリーアトリウム庭園（1992年）
- カトリック御殿場教会（1992年）
- オーベルジュ・スミ
- 常光寺（東京都）外空間（1994年）
- 丹波町類知川河川水辺公園(京都府 1995年）
- 新幸橋ビルディング・千代田区立内幸町ホール外構計画（1996年）
- 丹波ワインハウス（1997年）
- 静岡県聖マリア幼稚園ホール（1997年）
- シマノ本社ビル造園計画（2001年）
- 北京中央電子塔住宅寮造園計画（2001年）
- 公立刈田総合病院リハビリガーデン（2002年）
- グランドヒルズ白金台外計画（2002年）
- 西安ショッピングモールプロジェクト（2002年）
- 北九州あそびのせかい（2003年）
- 静岡県駿東学園くるみ寮改築（2004年）
- 西安芙蓉園基本構想（2004年）
- シティタワー松山三番町マンション外部空間（2005年）
- シティタワー前橋千代田町外部空間（2005年）
- シティタワー福島外部空間（2006年）
- サッポロビール園北海道リニューアル（2006年）
- 聖心インターナショナルスクール園庭計画（2006年）
- 西安アートアカデミープロジェクト基本構想（2006年）
- 台湾CEC Dunhua North Rd プロジェクト基本設計（2006年）
- Nei-Hu District　プロジェクト基本構想（2006年）
- 静岡県駿東学園あんず寮（2008年）
- 雪谷マンション耐震補強リニューアル（2008年）
- 仮称高輪台プロジェクト外空間
- 群馬県あかね保育園園庭
- 神奈川県室の木幼稚園園庭
- 稲冨宏郎熱海別邸ランドスケープ
- 仙台アンパンマンこどもミュージアム&モール